# Второй альбом
Второй альбом — другий повноформатний альбом українського російськомовного репера на ім'я ЯрмаК, виданий у 2013. Як запрошені музиканти участь у запису брали Фір та Бардак.
Альбом з'явився у всесвітній мережі на 17 вересня 2013 року, а його презентація у live-варіанті відбулася 30 листопада того ж року в київському клубі «Forsage».

## Список пісень
| #   | Назва                    | Тривалість |
| --- | ------------------------ | ---------- |
| 1.  | «В поряде»               | 2:33       |
| 2.  | «Я не люблю»             | 2:45       |
| 3.  | «Мне не стыдно»          | 3:19       |
| 4.  | «ТП»                     | 3:28       |
| 5.  | «По городам»             | 3:03       |
| 6.  | «Ауди А5»                | 3:55       |
| 7.  | «По собачьи»             | 2:50       |
| 8.  | «Отпусти»                | 3:09       |
| 9.  | «Первый раз» (feat. Фір) | 3:37       |
| 10. | «Братики»                | 4:34       |
| 11. | «Нормальным пацаном»     | 2:49       |
| 12. | «Ветром»                 | 3:49       |
| 13. | «Мечта»                  | 3:34       |
| 14. | «За тучи» (feat. Бардак) | 4:05       |
| 15. | «Молитва»                | 2:56       |
| 16. | «На краю»                | 3:24       |

## Музиканти
- Олександр Ярмак — вокал

Запрошені музиканти
- Фір — вокал («Первый раз»)
- Бардак — вокал («За тучи»)